# 1519 км (платформа)
1519 кілометр — пасажирський залізничний зупинний пункт Кримської дирекції Придніпровської залізниці.
Розташований біля садового товариства «Мінер» Нахімовський район Севастопольської міської ради на лінії Джанкой — Севастополь між станцією Верхньосадова (7 км) та станцією Мекензієві гори (2 км).
Станом на березень 2020 року по 1519 км щодня слідують п'ять пар електропоїздів сполученням Севастополь — Сімферополь, проте не зупиняються.